# Kabupaten Sarolangun
Kabupaten Sarolangun är ett kabupaten i Indonesien.   Det ligger i provinsen Jambi, i den västra delen av landet, 600 km nordväst om huvudstaden Jakarta. Antalet invånare är 262 688.